# Raul Valério Subtil
Raul Valério Subtil, mais conhecido como Detetive Ábacus, (20 de abril de 1959 - 27 de setembro de 2024), foi um escritor e detetive particular brasileiro bastante conhecido e com longa experiência na área de investigações privadas iniciou sua carreira em 1980.
Raul Ábacus além de detetive era escritor e estava trabalhando em um caso de sequestro de repercussão nacional, o sequestro de Edson Davi. Após o falecimento de Raul Ábacus,  seu sócio e filho se manteve na Agência Ábacus e mantém a Marca Detetive Ábacus.